# Fernando Flaínez II
Fernando Flaínez (fl. c. 1002-morto c.1049) foi um magnata leonês membro da linhagem dos ricos-homens dos Flaínez e da casa condal de Cea. Os seus pais foram Flaín Munhoz e sua esposa Justa Fernandes, filha do conde Fernando Bermudes. Foi o tio de Rodrigo Díaz de Bivar O Cid, o avô paterno de sua esposa Jimena Dias e ascendente direito da importante linhagem medieval dos Osórios. Foi tenente de Aguilar e desde 1028 está documentado com o título do conde. Governou a cidade de  Leão  com seu filho Flaín Fernandes até 1038, quando o reino já estava sob o poder do rei Sancho Garcês III de Pamplona.

## Biografia

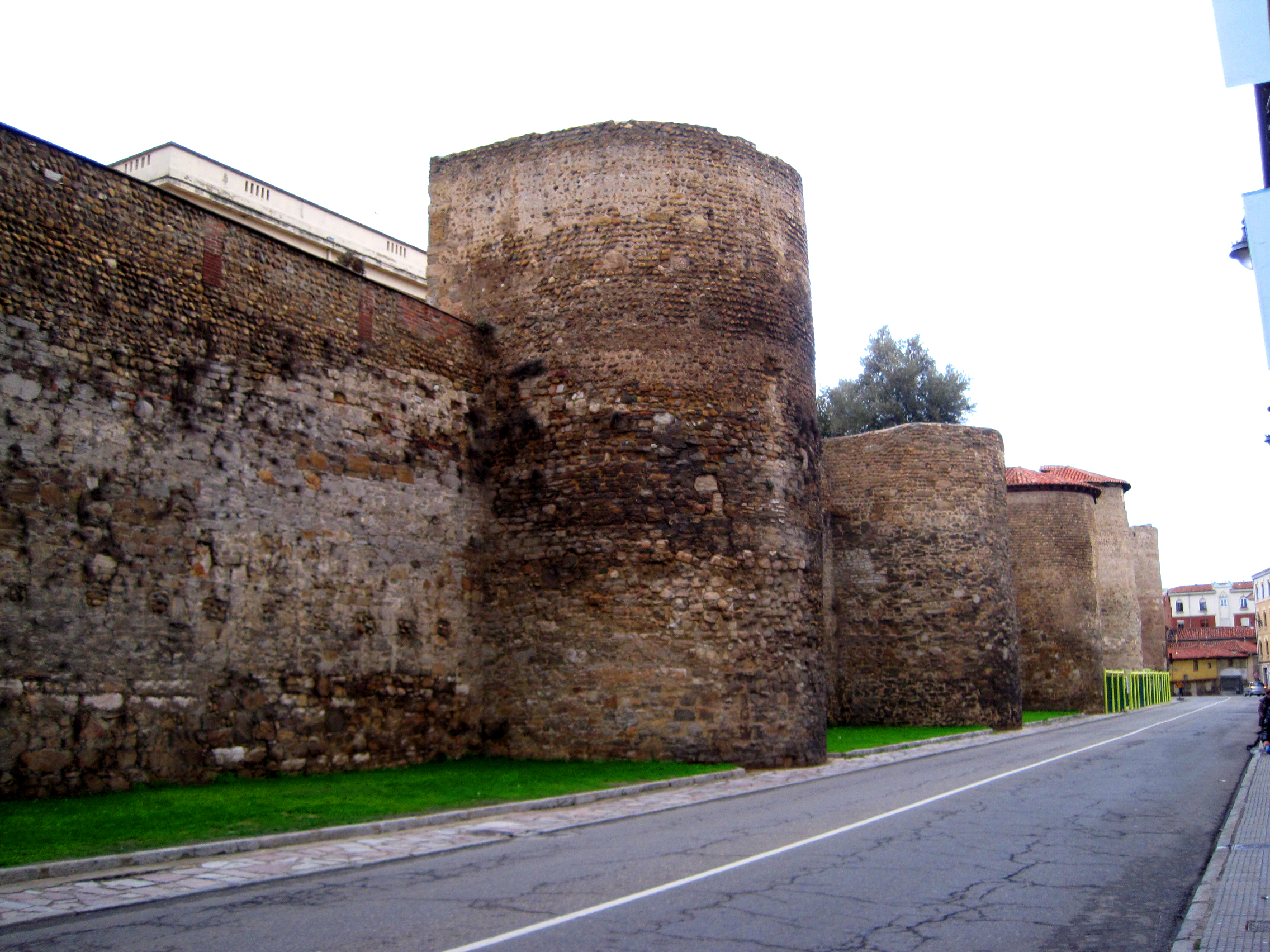
As muralhas da cidade de Leão

Aparece pela primeira vez na documentação no ano 999, quando com seu irmão Munio Flaínez  confirmou uma doação do bispo de Leão ao Mosteiro de São Bento de Sahagún. Em 26 de fevereiro de 1020, com a sua esposa e vários dos seus filhos [a], fundou o mosteiro dúplice de São Martim de Pereda em Burón, que mais tarde foi incorporado à Abadia de Santa María de Benevívere. Na doação para a fundação da abadia, menciona que várias das propriedades doadas tinham sido herdadas  de Fredenando Uermudiz e de Flanio Moniz, seu avô e seu pai, respectivamente.
Foi um fiel vassalo do rei Afonso V de Leão e seu nome aparece constantemente na documentação, alcançando a dignidade condal ao final do reinado de Afonso V, pelo menos desde 1028. Uma vez falecido o rei Afonso e coroado o seu sucessor, o jovem Bermudo III, Fernando Flaínez apoiou a seu primo,[b] o rei Sancho Garcês III, embora num primeiro momento, tenha acompanhado o jovem rei leonês, conforme evidenciado por uma doação feita por Bermudo III em novembro de 1028 para a Catedral de Santiago de Compostela, onde Fernando aparece com outros magnatas confirmando o diploma real. A sua presença na cúria régia do rei Bermudo III foi escassa entre os anos 1029-1035 e poderia ser devida à sua participação ativa ou na sombra no assassinato de Garcia Sanches, conde de Castela e filho do conde Sancho Garcia, em 1028 quando foi ao encontro de sua prometida, a infanta Sancha, futura esposa do rei Fernando I.
Desde 1035 estava novamente na corte do Bermudo e permaneceu fiel até a morte do monarca na batalha de Tamarón em 1037. Fernando Flaínez não entregou a capital do reino de Leão a seu primo, o futuro Fernando I, até 1038 e, nesse ano, conseguiu para seu filho Flaín o título condal e um acordo favorável aos seus interesses. Junto como seu irmão Pedro, seu sobrinho Fáfila, filho de Pedro Flaínez, e seu filho Flaín Fernandes, confirmou um diploma emitido por Fernando em 21 de junho de 1038 na véspera de sua unção como rei de Leão. Fernando manteve todas as suas honras e, com seu filho Flaín, governou a cidade de Leão e a comarca de Esla até a sua morte, que ocorreu após 1049, o ano que aparece pela última vez na documentação no Mosteiro de Sahagún.

## Matrimónio e descendência
Casou com sua prima, Elvira Pais, filha do conde Paio Rodrigues e da condessa Gotina Fernandes, filha de Fernando Bermudes. O casamento teve lugar antes de 1028 quando aparecem juntos pela primeira vez mencionados como comes et cometissa.  Os filhos deste casamento foram:
- Flaín Fernandes, conde, esposo de Toda Fernandes e pai de Fernando e Martim Flaínez. Rebelou-se contra o rei Afonso VI e seu rastro se perde depois de 1062.
- Oveco Fernandes, esposo de Onecca Guterres.
- Pedro Fernandes.
- Paio Fernandes, alferes real em 1043 e conde a partir desse ano, possivelmente o pai de Flaín Pais.
- Munio Fernandes
- Diogo Fernandes de Oviedo[8] o pai de Jimena Dias, a esposa de Rodrigo Dias o Campeador.
- Justa Fernandes, chamada igual que sua avô paterna, foi a segunda esposa do conde Ansur Dias, membro do Banu Gomes e pai com sua primeira esposa do poderoso conde Pedro Ansures.[9] Depois de enviuvar, Justa foi domina no Mosteiro de São Martim de Pereda e também senhora do Mosteiro de São Pedro de los Huertos na cidade de Leão.